# 柳川範之
柳川 範之（やながわ のりゆき、1963年4月23日 - ）は、日本の経済学者。専門は金融契約、法と経済学。学位は、博士（経済学）（東京大学）。東京大学大学院経済学研究科教授。オリックス社外取締役。

## 人物
埼玉県出身。小学校4年から中学1年まで銀行員であった父親の都合によりシンガポールの日本人学校で学ぶ。日本の公立中学校を卒業後、父親の転勤によりブラジルへ渡る。ブラジルでは高校には通わず、日本から参考書や教科書を大量に買い込み独学で勉強をする。日本へ帰国後、大学入学資格検定（大検）を受験。後に父親の転勤により再びシンガポールへ渡り、慶應義塾大学経済学部の通信教育課程を現地で受講し、学者になるという異色の経歴を持つ。
『法と企業行動の経済分析』で日経・経済図書文化賞受賞。
2022年6月24日付でオリックス社外取締役に就任。

## 40歳定年制の提言
2012年、政府の国家戦略会議（議長は野田佳彦首相）の「フロンティア分科会」報告書で東京大学の柳川範之教授は、「40歳定年制」を提案した。超少子高齢社会のもと労働力人口はさらに減少し、このままでは日本経済は縮小均衡すらままならない。経済再生・成長のためには、労働人口減少の抑制が最重要課題とし、その解決策として、「40歳定年制」を提言したという。
詳しくは、「日本成長戦略 40歳定年制」（柳川範之、著、さくら舎、2013年4月）を参照。

## 経歴

### 学歴
- 1983年 大学入学資格検定試験合格
- 1988年 慶應義塾大学経済学部通信教育課程卒業[9]
- 1991年 東京大学大学院経済学研究科修士課程修了
- 1993年 東京大学大学院経済学研究科博士課程修了（博士論文：「Economic Growth and International Trade」）

### 職歴
- 1993年 慶應義塾大学経済学部専任講師
- 1996年 東京大学大学院経済学研究科助教授
- 2007年 制度変更により東京大学大学院経済学研究科准教授
- 2011年 東京大学大学院経済学研究科教授
- 2022年 オリックス株式会社社外取締役

#### 学会活動
- 2003年 法と経済学会 理事
- 2006年 日本応用経済学会 理事
- 2007年 総合研究開発機構 理事
- 事業再生実務家協会 常務理事

#### 学外活動
- 2001年11月 経済産業省産業構造審議会 臨時委員
- 2003年-2009年 金融庁金融審議会 専門委員
- 2007年1月-9月 内閣府国民生活審議会 臨時委員
- 2008年2月-10月 内閣府経済財政諮問会議 専門委員
- 2019年1月- 内閣府経済財政諮問会議 有識者議員[10]

## 著書

### 単著
- 『戦略的貿易政策－ゲーム理論の政策への応用』（有斐閣、1998）
- 『契約と組織の経済学』（東洋経済新報社、2000）
- 『法と企業行動の経済分析』（日本経済新聞出版社、2006）
- 『これからの金融がわかる本』（東洋経済新報社、2007）
- 『独学という道もある』（ちくまプリマ―新書、2009）
- 『元気と勇気が湧いてくる経済の考え方』（日本経済新聞出版社、2011）
- 『日本成長戦略 40歳定年制 経済と雇用の心配がなくなる日』（さくら舎、2013）
- 『40歳からの会社に頼らない働き方』（文芸春秋、2013）
- 『東大教授が教える独学勉強法』（草思社、2014）
  - 『東大教授が教える独学勉強』（草思社文庫、2017）
- 『東大柳川ゼミで経済と人生を学ぶ (日経ビジネス人文庫) 』（日本経済新聞出版社、2015）
- 『東大教授が教える知的に考える練習』（草思社、2018）
  - 『東大教授が教える知的に考える練習』（草思社文庫、2021）
- 『インフラを科学する―波及効果のエビデンス』（中央経済社、2018）

### 共著
- 『会社法の経済学』（東京大学出版会、1998 三輪芳朗、神田秀樹と共編著）
- 『ゲーム―駆け引きの世界 (東京大学公開講座)』（東京大学出版会、1999 蓮實重彦著者代表）
- 『不良債権って何だろう？』（東洋経済新報社、2002 柳川研究室と共編著）
- 『流動性の経済学―金融市場への新たな視点』（東洋経済新報社、2002 齋藤誠と共編著）
- 『ゲーム産業の経済分析―コンテンツ産業発展の構造と戦略』（東洋経済新報社、2003 新宅純二郎、田中辰雄と共編著）
- 『平成不況の論点 検証・失われた十年』（東洋経済新報社、2004 大竹文雄と共編著）
- 『経済学の進路―地球時代の経済分析』（慶應義塾大学出版会、2004 嘉治佐保子、白井義昌、津曲正俊と共編著）
- 『事業再生って何だろう？』（東洋経済新報社、2005 柳川研究室と共編著）
- 『経済の考え方がわかる本』（岩波ジュニア新書、2005 新井明、新井紀子、e-教室と共編著）
- 『フリーコピーの経済学―デジタル化とコンテンツ・ビジネスの未来―』（日本経済新聞出版社、2008 新宅純二郎と共著）
- 『公開会社法を問う』（日本経済新聞出版社、2010 宍戸善一、大崎貞和と共著）
- 『決断という技術』（日本経済新聞出版社、2012 水野弘道、為末大と共著）
- 『もし営業の桜庭が、経済学を学んだら』（日本経済新聞出版社、2013 原案･監修）
- 『別冊アステイオン 「災後」の文明』（CCCメディアハウス、2014 御厨貴、飯尾潤責任編集）
- 『ビジネスゲームセオリー 経営戦略をゲーム理論で考える』（日本評論社、2014 御立尚資と共著）
- 『現役東大生が教科書よりも役に立った100冊』（宝島社、2015 監修）
- 『東大教授が考えるあたらしい教養』（幻冬舎、2019 藤垣裕子と共著）
- 『管理職失格 新世代リーダーへの条件』（日本経済新聞出版、2020 木村尚敬と共著）

## 受賞
- 2007年 第50回日経・経済図書文化賞 『法と企業行動の経済分析』